# Carex lageniformis
Carex lageniformis är en halvgräsart som beskrevs av Ernest Nelmes. Carex lageniformis ingår i släktet starrar, och familjen halvgräs.
Artens utbredningsområde är Thailand. Inga underarter finns listade i Catalogue of Life.